# Ваканцията на г-н Юло
„Ваканцията на г-н Юло“ (на френски: Les Vacances de M. Hulot) е френска комедия от 1953 година на режисьора Жак Тати по негов сценарий в съавторство с Анри Марке.

## Сюжет
В центъра на сюжета са група летовници в малък морски курорт. Това е първият от няколко филма за г-н Юло, добронамерен, но несръчен човек, игран от самия Жак Тати. Той участва и в някои от следващите му филми – „Моят чичо“ (1958), „Време за развлечения“ (1964) и „Трафик“ (1971).

## В ролите
| Изпълнител   | Роля         |
| ------------ | ------------ |
| Жак Тати     | Господин Юло |
| Луи Перо     | Фред         |
| Андре Дюбуа  | Командира    |
| Натали Паско | Мартина      |
| Мишлен Рола  | Лелята       |

## Награди и номинации
„Ваканцията на г-н Юло“ е номиниран за Голямата награда на Кинофестивала в Кан и за „Оскар“ за най-добър сценарий.